# 弗朗索瓦·德·博纳·德·莱迪吉埃
弗朗索瓦·德·博纳，莱迪吉埃公爵（法語：François de Bonne, duc de Lesdiguières，法語發音：[fʁɑ̃swa də bɔn dyk də lediɡjɛʁ]；1543年4月1日—1626年9月21日），法国宗教战争軍事首領和政治人物。法国王室统帅和法国元帅。
法國基督教新教領袖。出生于尚索尔地区圣博内一个假贵族的公证人家庭，他在阿维尼翁一个新教家庭教师下受教育，后在巴黎學法律，在多菲內作为一个射手加入法国胡格諾派軍隊，在戈尔德男爵贝特朗-朗博·德·西米亚纳手下服役。1575年，被公認為該地區胡格諾派抵抗運動的領袖。1577年為多拉维尔元帅，1580年為孔代亲王亨利二世，1585年為纳瓦拉的亨利作戰，攻占绍尔日、昂布兰、沙托鲁等地，1588∼1589年休戰以後，促成多菲內的降服。1590年他击败了格勒诺布尔起义，支持普罗旺斯总督反击萨伏依公爵查理·伊曼纽尔一世，以後數年中，為保衛法國而與西班牙人和薩伏依人作戰。1609年升為法国元帅，并且继承为多菲內中将，1597年获莱迪吉耶尔继承权给他的女婿夏尔·德·克雷基。1622年晋升为法国王室统帅，获圣灵勋章，他虽然对胡格诺派早已失去了信心，但仍然帮助瓦勒度派对付萨沃伊公爵。1626年他在瓦朗斯死于热病。

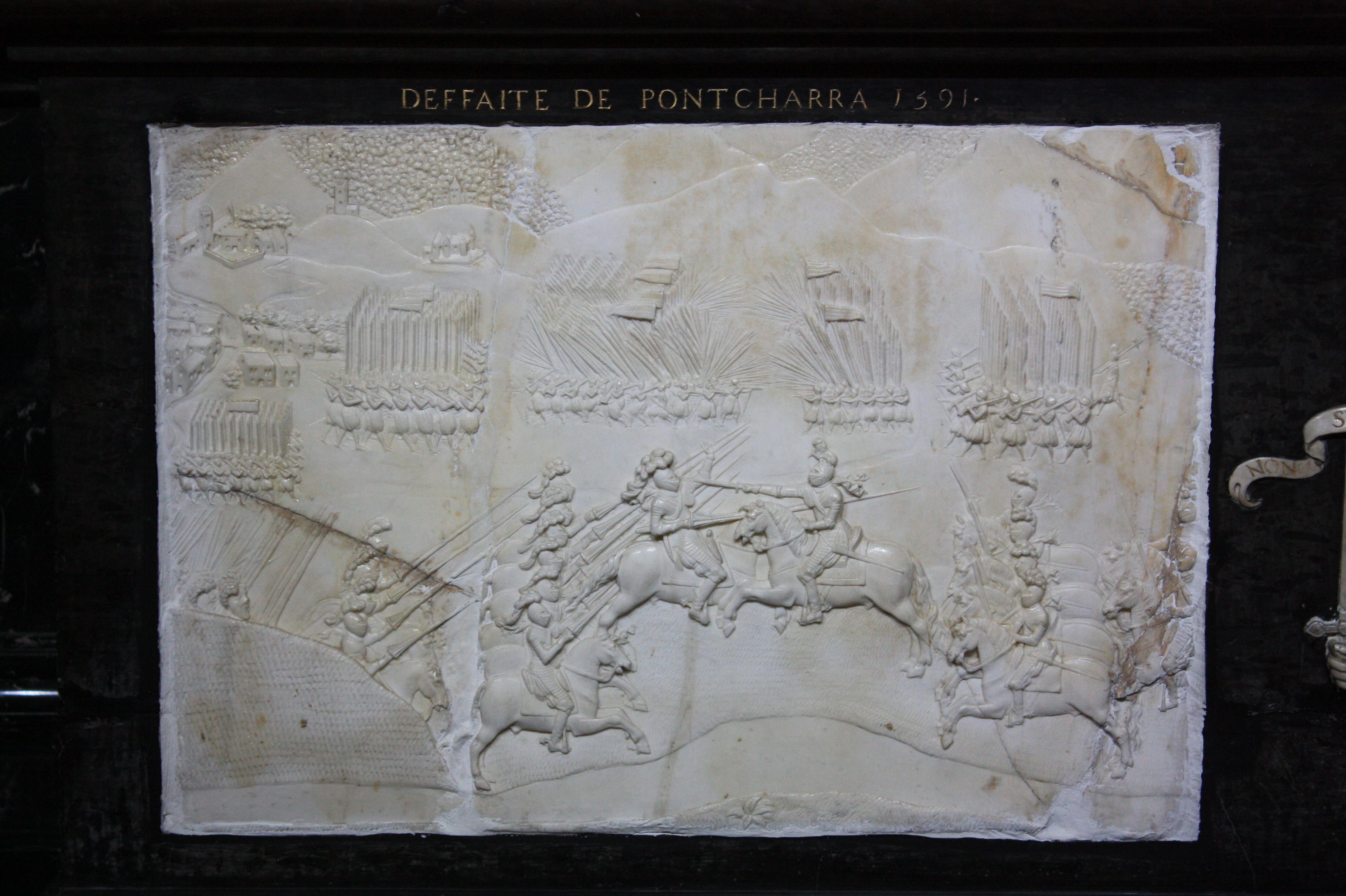
蓬沙拉戰役，莱迪吉埃公爵墓上的浮雕

- 本条目包含来自公有领域出版物的文本: Chisholm, Hugh (编).  (第11版). London: Cambridge University Press. 1911.